# Nektanebo II
Nektanebo II, także Neferheruenhebit (360-342 p.n.e.) – władca starożytnego Egiptu – trzeci i ostatni faraon XXX dynastii, syn Czahapimu, bratanek lub wnuk Tachosa. Ostatni rodzimy władca Egiptu. Jednym z głównych źródeł wiedzy nt. jego panowania jest Żywot Agesilaosa pióra Plutarcha.

## Dojście do władzy
Podczas wyprawy wojennej Tachosa do Azji młody Nektanebo wybrał się razem z nim. Dowodził wtedy oddziałami rodzimymi. Czahapimu wezwał jednak syna do siebie, zdradzając brata (wg monografii Claytona Czahapimu był synem Tachosa). Doprowadził do przewrotu i obalił Tachosa, osadzając na tronie własnego syna. Dzięki wsparciu oddziałów najemników greckich pod wodzą Agesilaosa ze Sparty Nektanebo II pokonał nieznanego z imienia pretendenta do tronu z Mendes.

## Panowanie

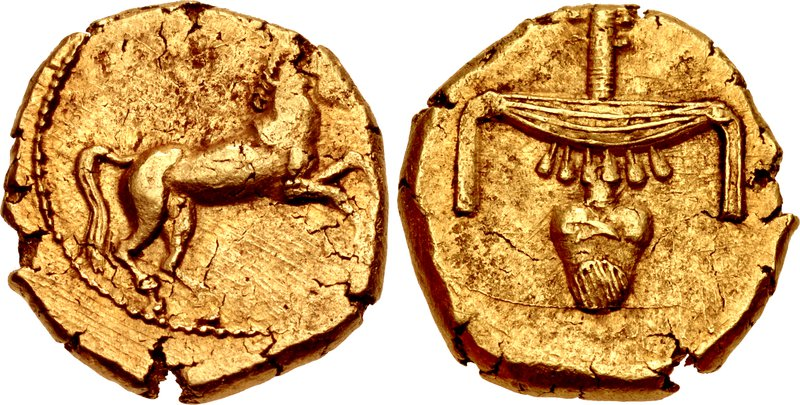
Złota moneta bita przez Nektanebo II

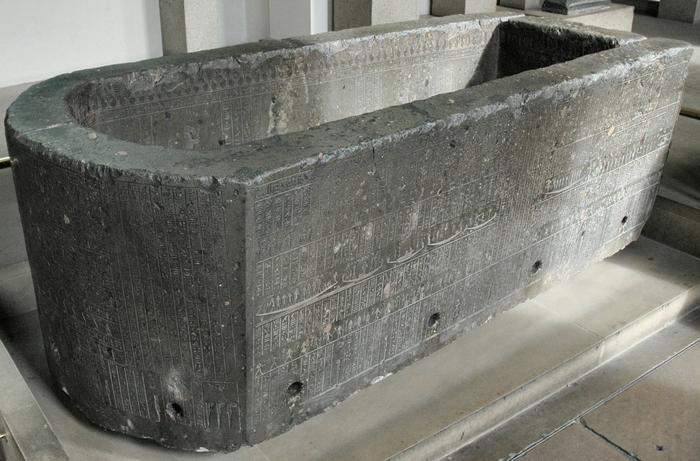
Sarkofag przeznaczony pierwotnie dla Nektanebo II, w którym jednak nigdy go nie pochowano

W trakcie swego panowania podjął wiele inicjatyw budowlanych w Egipcie, m.in. w Delcie Nilu.
Pierwsze 10 lat jego rządów upłynęło spokojnie. Na przełomie 351/350 p.n.e. król Persji Artakserkses III Ochos podjął próbę podbicia Egiptu i został odparty przez wojska Nektanebo. To niepowodzenie władcy perskiego spowodowało secesję Fenicji i Cypru od Persji i zawarcie przez te kraje przymierza z Egiptem. Jednak ze względu na trudną sytuację gospodarczą i polityczną Nektanebo mógł udzielić sojusznikom tylko ograniczonego poparcia. Do 343 p.n.e. Persowie odzyskali odłączone terytoria, a następnie liczącą (według relacji z epoki) 300 000 żołnierzy armią uderzyli na Egipt i pokonali wojska Nektanebo w bitwie o Peluzjum, opanowując Deltę, a następnie cały Górny i Dolny Egipt. W obydwu armiach znaczącą rolę odgrywały greckie wojska zaciężne. Sam faraon ratował się ucieczką do Memfis, stamtąd do Teb, a następnie do Dolnej Nubii. Jego dalsze losy nie są znane; być może został pochowany w Sais.

## Tytulatura
| M23 · X1 | L2 · X1 |

| M23 · X1 | L2 · X1 |

| C2 | C12 | S29 | V28 | F34 · Z1 | U21 · N35 |

| C2 | C12 | S29 | V28 | F34 · Z1 | U21 · N35 |

| C2 | C12 | S29 | V28 | F34 · Z1 | U21 · N35 |

| C2 | C12 | S29 | V28 | F34 · Z1 | U21 · N35 |

| M23 · X1 | L2 · X1 |

| M23 · X1 | L2 · X1 |

| C2 | C12 | S29 | V28 | F34 · Z1 | U21 · N35 |

| C2 | C12 | S29 | V28 | F34 · Z1 | U21 · N35 |

| C2 | C12 | S29 | V28 | F34 · Z1 | U21 · N35 |

| C2 | C12 | S29 | V28 | F34 · Z1 | U21 · N35 |

| G39 | N5 |

| G39 | N5 |

| D40 | G5 | O49 | W4 |

| D40 | G5 | O49 | W4 |

| D40 | G5 | O49 | W4 |

| D40 | G5 | O49 | W4 |

| G39 | N5 |

| G39 | N5 |

| D40 | G5 | O49 | W4 |

| D40 | G5 | O49 | W4 |

| D40 | G5 | O49 | W4 |

| D40 | G5 | O49 | W4 |

Oprócz wymienionych Nektanebo posiadał po kilka wariantów swojej tytulatury (w tym siedem znanych wariantów imienia rodowego); ich znaczenie różniło się od siebie.